# Magda Schneider

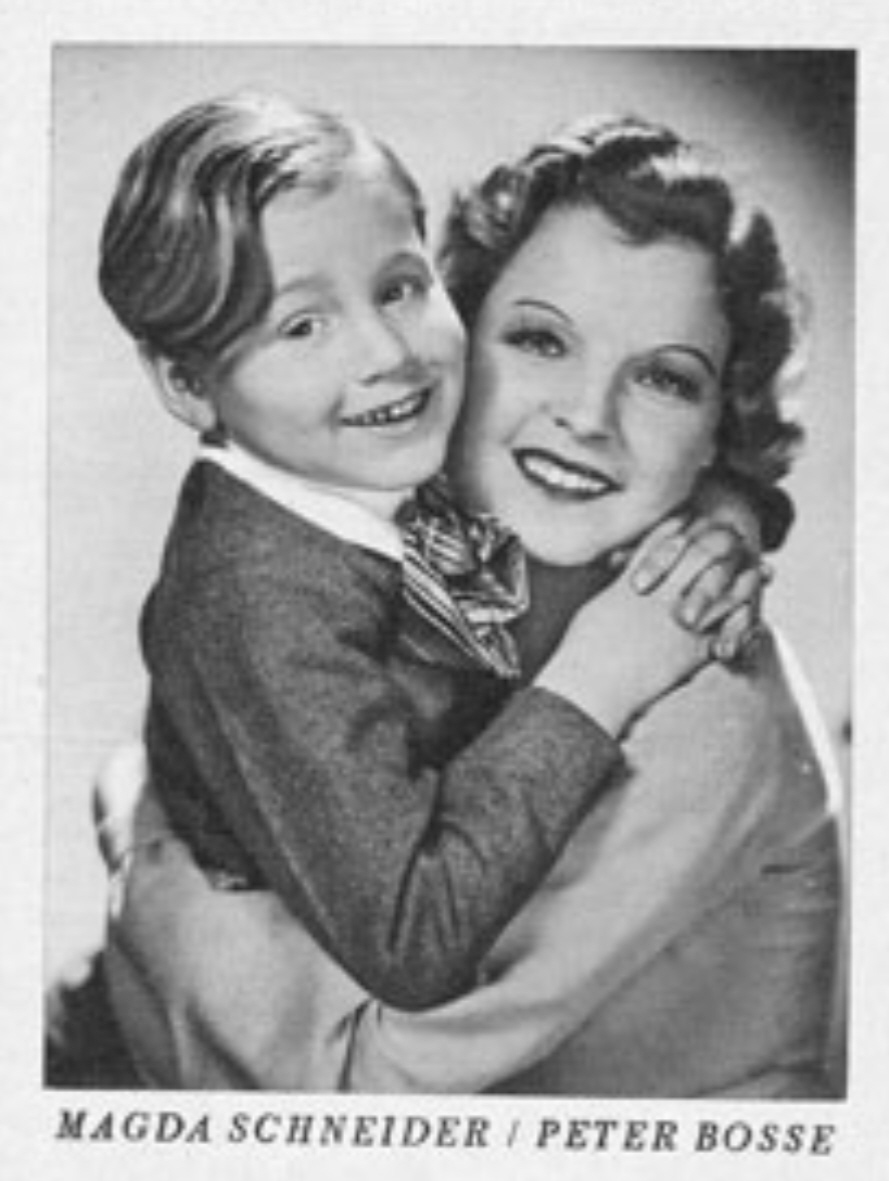
Magda Schneider con el actor Peter Bosse en 1937

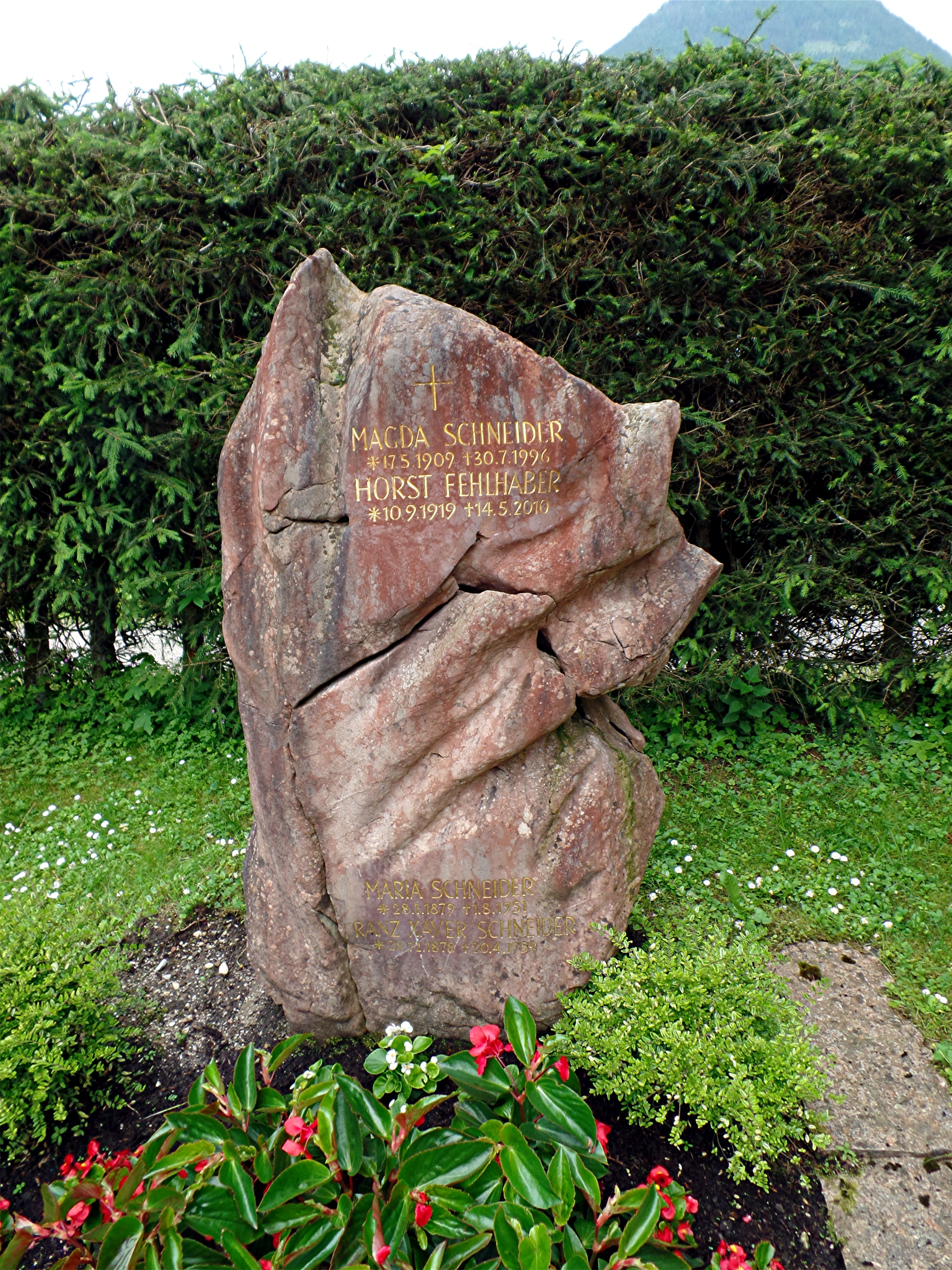
Tumba de Magda Schneider

Magda Schneider (17 de mayo de 1909 - 30 de julio de 1996) fue una actriz teatral y cinematográfica alemana, madre de la actriz Romy Schneider.

## Biografía
Su nombre completo era Magdalena Schneider, y nació en Augsburgo, Alemania, siendo su padres Xaverius Schneider (1878–1959), un instalador, y Maria Meier-Hörmann (1879–1951). Pasó su infancia y su juventud en Augsburgo, en los distritos de Kriegshaber y Firnhaberau. Tras recibir formación en un colegio católico femenino, cursó estudios comerciales, trabajando después como taquígrafa en un almacén de grano. Al mismo tiempo, Schneider estudió canto en el Conservatorio Leopold Mozart de Augsburgo y ballet en el Staatstheater de la ciudad. Debutó en el Staatstheater am Gärtnerplatz de Múnich, llamando la atención del director austriaco Ernst Marischka, que la llamó para trabajar en el Theater an der Wien de Viena, ofreciéndole en el año 1930 su primer papel cinematográfico.
Mientras rodaba en 1933 la película Kind, ich freu’ mich auf Dein Kommen, Schneider conoció a su futuro marido, el actor austriaco Wolf Albach-Retty. Se casaron en 1937 en Berlín, y tuvieron una hija, Rosemarie Magdalena, la conocida actriz Romy Schneider, y un hijo, Wolf-Dieter, un cirujano nacido en 1941. Durante la Segunda Guerra Mundial, Schneider vivió en los Alpes Bávaros, cerca de Berghof, lugar de descanso de Adolf Hitler en Obersalzberg. Schneider fue un invitada de Hitler, que declaró que ella era su actriz favorita. El matrimonio se separó más adelante, divorciándose finalmente en el año 1945.
Finalizada la guerra, al principio ella obtuvo pocas ofertas cinematográficas. Schneider empezó de nuevo a rodar en 1948, y promovió la carrera de su hija actuando juntas en la cinta de 1953 Wenn der weiße Flieder wieder blüht, dirigida por Hans Deppe, una película típica del género Heimatfilm de los años 1950, que supuso el debut en el cine de Romy Schneider, que entonces tenía 14 años de edad. Ese mismo año Magda Schneider se casó en Colonia con el propietario de restaurante Hans Herbert Blatzheim, que falleció en 1968.
Magda Schneider consiguió actuar con su hija en varias películas más, tales como Mädchenjahre einer Königin y Die Halbzarte, pero sobre todo la trilogía iniciada por Sissi y basada en la vida de Isabel de Baviera, en la cual Romy Schneider tenía el papel titular y Magda Schneider el papel de su madre, la Princesa Ludovica de Baviera. El papel de Magda Schneider en la película de 1933 Liebelei, fue retomado por su hija Romy Schneider en la versión de 1958 Christine.
En la década de 1960, Magda Schneider también trabajó para la televisión. La actriz recibió en 1982 el Filmband in Gold de los Deutscher Filmpreis. Ella falleció en el año 1996 en su casa en Schönau am Königssee, Alemania. Desde el año 1982 había estado casada con el camarógrafo Horst Fehlhaber (1919–2010). Ambos están enterrados en el cementerio de la localidad.

## Filmografía (selección)
- 1930 : Boykott
- 1932 : Fräulein – falsch verbunden
- 1932 : Ein bißchen Liebe für dich
- 1932 : Zwei in einem Auto
- 1932 : Das Lied einer Nacht
- 1932 : Sehnsucht 202
- 1932 : Das Testament des Cornelius Gulden
- 1932 : Marion, das gehört sich nicht
- 1932 : Glück über Nacht
- 1933 : Liebelei
- 1933 : Kind, ich freu’ mich auf Dein Kommen
- 1933 : Glückliche Reise
- 1933 : Ein Mädel wirbelt durch die Welt
- 1934 : Ich kenn’ dich nicht und liebe dich
- 1934 : Fräulein Liselott
- 1934 : G’schichten aus dem Wienerwald
- 1935 : Winternachtstraum
- 1935 : Eva
- 1935 : Vergiß mein nicht
- 1935 : Die lustigen Weiber
- 1936 : Rendezvous in Wien
- 1936 : Die Puppenfee
- 1936 : Das Geheimnis eines alten Hauses
- 1936 : Prater
- 1937 : Frauenliebe – Frauenleid
- 1937 : Musik für dich
- 1938 : Wer küßt Madeleine?
- 1938 : Die Frau am Scheidewege
- 1941 : Am Abend auf der Heide
- 1942 : Liebeskomödie
- 1942 : Zwei glückliche Menschen
- 1943 : Ein Mann für meine Frau
- 1944 : Die heimlichen Bräute
- 1944 : Eines Tages
- 1948 : Ein Mann gehört ins Haus
- 1950 : Die Sterne lügen nicht
- 1953 : Wenn der weiße Flieder wieder blüht
- 1954 : … und ewig bleibt die Liebe
- 1954 : Mädchenjahre einer Königin
- 1955 : Die Deutschmeister
- 1955 : Sissi
- 1956 : Sissi Emperatriz
- 1957 : Robinson soll nicht sterben
- 1957 : Von allen geliebt
- 1957 : El destino de Sissi
- 1958 : Das Dreimäderlhaus
- 1959 : Die Halbzarte
- 1961 : Morgen beginnt das Leben
- 1968 : Drei Frauen im Haus (serie TV)

## Discografía (selección)
- Was lachst du, was weinst du: Goldene Filmschlager 1930–1942, Sello: Varios
- Mir geht’s immer „Danke-Schön“: Tonfilmwelt der 30er-Jahre, Sello: Universal Music Group
- Ich liebe dich und kenne dich nicht: Nostalgie Stars, Part 4, Sello: Zebralution GmbH